# Stichopus macraparentheses
Stichopus macraparentheses är en sjögurkeart som beskrevs av Hubert Lyman Clark 1922. Stichopus macraparentheses ingår i släktet Stichopus och familjen signalsjögurkor. Inga underarter finns listade i Catalogue of Life.